# 阿靈阿 (瓜爾佳氏)
阿靈阿（穆麟德轉寫：Alingga），瓜尔佳氏，滿洲鑲黃旗，清朝政治人物、清朝工部尚書。

## 生平
曾任戶部左侍郎。咸豐元年正月戊子，接替特登額，擔任清朝工部尚書，后改刑部尚書。由麟魁接任。咸豐三年九月丁未，接替桂良，擔任清朝兵部尚書，后去世。

## 家庭
- 父佶山。
- 胞叔僖山，河南開封府知府。其女友菊，嫁内务府镶黄旗满洲、科举人他塔喇氏永銘（字雲樵)（其父乾隆三十七年（1772年）壬辰科进士圖敏）。
- 子德溥。
- 女瓜爾佳氏，（继配）嫁馬蘭鎮總兵兼總管內務府大臣阿哈覺羅氏文謙（胞姊阿哈覺羅氏嫁内务府镶黄旗满洲、道光三十年（1850年）庚戌科进士文勤公完顏崇實；父江南織造、粵海關監督克明額）。
- 孙儿熙敬。其女關奎玕（1886-1944），嫁葉赫那拉氏德奎（其父佛佑，姑母葉赫那拉氏封咸丰帝之孝欽顯皇后(慈禧太后) ；母尚氏，其父镶蓝旗汉军尚昌壽，胞叔尚昌本、尚昌懋，嫡堂兄光緒壬辰科進士尚其亨）。